# Super Bowl XLIII
Super Bowl XLIII je bio završna utakmica 89. po redu sezone nacionalne lige američkog nogometa. U njoj su se sastali pobjednici NFC konferencije Arizona Cardinalsi i pobjednici AFC konferencije Pittsburgh Steelersi. Pobijedili su Steelersi rezultatom 27.23, te tako osvojili svoj šesti naslov prvaka.
Utakmica je odigrana na Raymond James Stadiumu u Tampi u Floridi, kojoj je to bilo četvrto domaćinstvo Super Bowla, drugo na ovom stadionu (prvo Super Bowl XXXV 2001. godine).

## Tijek utakmice
| Četvrtina | Vrijeme | Momčad | Informacija o promjeni rezultata                                                      | Rezultat  | Rezultat |
| Četvrtina | Vrijeme | Momčad | Informacija o promjeni rezultata                                                      | Cardinals | Steelers |
| --------- | ------- | ------ | ------------------------------------------------------------------------------------- | --------- | -------- |
| 1         | 9:45    | PIT    | field goal (Reed)                                                                     | 0         | 3        |
| 2         | 14:01   | PIT    | touchdown probijanjem (Russell), uspješan pokušaj za dodatni poen (Reed)              | 0         | 10       |
| 2         | 8:34    | ARI    | touchdown dodavanjem (Warner-Patrick), uspješan pokušaj za dodatni poen (Rackers)     | 7         | 10       |
| 2         | 0:00    | PIT    | touchdown nakon osvojene lopte (Harrison), uspješan pokušaj za dodatni poen (Reed)    | 7         | 17       |
| 3         | 2:11    | PIT    | field goal (Reed)                                                                     | 7         | 20       |
| 4         | 7:33    | ARI    | touchdown dodavanjem (Warner-Fitzgerald), uspješan pokušaj za dodatni poen (Rackers)  | 14        | 20       |
| 4         | 2:58    | ARI    | safety nakon prekršaja                                                                | 16        | 20       |
| 4         | 2:37    | ARI    | touchdown dodavanjem (Warner-Fitzgerald), uspješan pokušaj za dodatni poen (Rackers)  | 23        | 20       |
| 4         | 0:35    | PIT    | touchdown dodavanjem (Roethlisberger-Holmes), uspješan pokušaj za dodatni poen (Reed) | 23        | 27       |

## Statistika utakmice

### Statistika po momčadima
| Statistika                                                      | Arizona Cardinals | Pittsburgh Steelers |
| --------------------------------------------------------------- | ----------------- | ------------------- |
| Prvih pokušaja                                                  | 23                | 20                  |
| Ukupno osvojenih jardi                                          | 407               | 292                 |
| Broj napada probijanjem                                         | 12                | 25                  |
| Ukupno jardi osvojenih probijanjem                              | 33                | 58                  |
| Broj napada s kompletiranim dodavanjem/ukupno napada dodavanjem | 31/43             | 21/30               |
| Ukupno jardi osvojenih dodavanjem                               | 374               | 234                 |
| Izgubljenih lopti                                               | 2                 | 1                   |
| Prekršaji (izgubljenih jardi)                                   | 11 (106)          | 7 (56)              |
| Vrijeme posjeda lopte (min:s)                                   | 26:59             | 33:01               |

### Statistika po igračima

#### Najviše jardi dodavanja
| Quarterback              | Dodavanja* | Yds** | TD*** | Int**** |
| ------------------------ | ---------- | ----- | ----- | ------- |
| Kurt Warner (ARI)        | 31/43      | 377   | 3     | 1       |
| Ben Roethlisberger (PIT) | 21/30      | 256   | 1     | 1       |

#### Najviše jardi probijanja
| Igrač                | Pokušaja* | Yds** | TD*** |
| -------------------- | --------- | ----- | ----- |
| Edgerrin James (ARI) | 9         | 33    | 0     |
| Willie Parker (PIT)  | 19        | 53    | 0     |

#### Najviše uhvaćenih jardi dodavanja
| Igrač                  | Dodavanja* | Yds** | TD*** |
| ---------------------- | ---------- | ----- | ----- |
| Larry Fitzgerald (ARI) | 7/8        | 127   | 2     |
| Santonio Holmes (PIT)  | 9/12       | 131   | 1     |

Napomena: * - broj kompletiranih dodavanja/ukupno dodavanja, ** - ukupno jardi dodavanja, *** - broj touchdownova (polaganja), **** - broj izgubljenih lopti